# Rewind the Film
Rewind the Film é o décimo primeiro álbum de estúdio da banda galesa de rock Manic Street Preachers, lançado pela Columbia Records em setembro de 2013. Diferentemente das lançamentos anteriores, o álbum aponta para um estilo menos pesado e mais acústico. Participam como artistas convidados Lucy Rose, Cate Le Bon e Richard Hawley.
O disco foi gravado no Faster Studios em Cardiff, Rockfield Studios em Monmouthshire e ainda no estúdio Hansa, em Berlim. Através de uma declaração, a banda anunciou que "(se) as gravações tiveram alguma relação com o restante do trabalho dos Manics, provavelmente seria o tranquilizante amadurecimento do This Is My Truth Tell Me Yours
É o primeiro dos dois álbuns dos Manics que foram gravados em 2013. Em fevereiro desse ano a banda havia anunciado pelo Twitter que estiveram no estúdio Hansa em janeiro com o produtor Alex Silva - que também participou das gravações de The Holy Bible, ressaltando a inspiração que a cidade de Berlim transmitia aos trabalhos . Foi enfim lançado em setembro, em duas versões: a standard e outra deluxe, além dos formatos digitais e em disco de vinil. 
A versão de luxo incluía um segundo disco contendo versões demo de todas as doze faixas, além de versões ao vivo das canções "There by the Grace of God", "Stay Beautiful", "Your Love Alone Is Not Enough", "The Love of Richard Nixon" e "Revol". Todas as faixas ao vivo foram gravadas na apresentação A Night of National Treasures, realizada na Arena O2 em Londres, no dia 17 de dezembro de 2011. O álbum vendeu cerca de 20.000 cópias nas primeiras semanas após o lançamento, alcançando o posto de 4º álbum mais vendido de acordo com o UK Album Chart.

## Faixas
Todas as músicas compostas por James Dean Bradfield, Sean Moore e Nicky Wire (exceto quando creditado).
| N.º | Título                                                | Duração |  |
| 1.  | "This Sullen Welsh Heart" (participação de Lucy Rose) | 4:13    |  |
| 2.  | "Show Me the Wonder"                                  | 3:19    |  |
| 3.  | "Rewind the Film" (participação de Richard Hawley)    | 6:37    |  |
| 4.  | "Builder of Routines"                                 | 2:29    |  |
| 5.  | "4 Lonely Roads" (participação de Cate Le Bon)        | 2:55    |  |
| 6.  | "(I Miss the) Tokyo Skyline"                          | 3:47    |  |
| 7.  | "Anthem for a Lost Cause"                             | 3:53    |  |
| 8.  | "As Holy as the Soil (That Buries Your Skin)"         | 3:21    |  |
| 9.  | "3 Ways to See Despair"                               | 3:17    |  |
| 10. | "Running Out of Fantasy"                              | 4:10    |  |
| 11. | "Manorbier"                                           | 4:32    |  |
| 12. | "30-Year War"                                         | 5:08    |  |

## Ficha técnica
- James Dean Bradfield - vocais, violão, guitarras
- Sean Moore - bateria, trompete, percussão
- Nicky Wire - baixo, vocais